# Passiflora subpurpurea
Passiflora subpurpurea P. Jørg. & Holm-Niels. – gatunek rośliny z rodziny męczennicowatych (Passifloraceae Juss. ex Kunth in Humb.). Występuje endemicznie w Andach w Ekwadorze.

## Rozmieszczenie geograficzne
Rośnie endemicznie w Andach w Ekwadorze w prowincjach Bolívar oraz Chimborazo.

## Morfologia
PokrójZdrewniałe, trwałe, owłosione liany.
LiściePotrójnie klapowane. Mają 6,3-11,8 cm długości oraz 4,3–9,2 cm szerokości. Całobrzegie, z ostrym wierzchołkiem. Ogonek liściowy jest owłosiony i ma długość 20–30 mm. Przylistki są owalne o długości 6–12 mm.
KwiatyPojedyncze lub zebrane w parach. Działki kielicha są podłużnie owalne, mają 1,9 cm długości. Płatki są lancetowate, mają 1,4 cm długości.
OwoceMają prawie kulisty kształt. Mają 1,7–2,1 cm długości i 1,4–1,8 cm średnicy. Są żółtopomarańczowe.

## Biologia i ekologia
Występuje w niższym lesie andyjskim na wysokości 1660–2000 m n.p.m. Gatunek jest znany z dwóch subpopulacji. Pierwsza znajduje się niedaleko Balsapampy, a druga w pobliżu miasta Huigra.

## Ochrona
W Czerwonej księdze gatunków zagrożonych został zaliczony do kategorii EN – gatunków zagrożonych wyginięciem. Niszczenie siedlisk jest jedynym zagrożeniem.